# Petrus Hellvik
Petrus Hellvik, född 6 juli 1805 i Horns församling, Östergötlands län, död 12 november 1878 i Gistads församling, Östergötlands län, var en svensk präst.

## Biografi
Petrus Hellvik föddes 1805 i Horns socken. Han var son till byggmästaren Jöns Persson Berg i Hällefors och Christina Persdotter. Hellvik blev höstterminen 1824 student vid Uppsala universitet och prästvigdes 25 april 1830 till huspredikant på Forsby säteri i Västra Eds socken. Han avlade 6 maj 1840 pastoralexamen och blev 16 februari 1849 komminister i Hannäs församling, tillträde 1852. Hellvik blev 26 september 1864 kyrkoherde i Gistads församling, tillträdde 1867 och blev 14 juni 1876 kontraktsprost i Skärkinds kontrakt. Han avled 1878 i Gistads socken.

### Familj
Hellvik gifte sig 7 juni 1852 med Christina Sophia Palmaer (1814–1878), dotter till kyrkoherden i Hjorteds församling. De tog hand om fosterdottern Nonny Christina Maria Hellvik (1851–1875) som var gift med sjökaptenen Eric Leijonhielm.